# Zemsta frajerów
Zemsta frajerów (ang. Revenge of the Nerds) – amerykański film wyreżyserowany przez Jeff Kanewa.

## Fabuła
Film opowiada o nerdach zwanych frajerami. Starają się oni zostać przyjęci do bractwa Lambda-Lambda-Lambda. Siłacze z bractwa AlfaBeta starają się im pokrzyżować plany.

## Obsada
| Aktor            | Rola                   |
| ---------------- | ---------------------- |
| Robert Carradine | Lewis Skolnick         |
| Anthony Edwards  | Gilbert Lowe           |
| Curtis Armstrong | Dudley „Booger” Dawson |
| Andrew Cassese   | Harold Wormser         |
| Brian Tochi      | Toshiro Takashi        |
| Julia Montgomery | Betty Childs           |
| Michelle Mayrink | Judy                   |
| James Cromwell   | Mr. Skolnick           |
| John Goodman     | Trener Harris          |
| Timothy Busfield | Arnold Poindexter      |
| Ted McGinley     | Stan Gable             |
| Larry B. Scott   | Lamar Latrell          |